# الحرب النمساوية المجرية
الحرب النمساوية المجرية هي صراع عسكري بين مملكة المجر بقيادة ماتياس كورفينوس وأرشدوقية النمسا في هابسبورغ بقيادة الإمبراطور فريدريك الثالث. استمرت الحرب من عام 1477 حتى 1488 وأسفرت عن مكاسب كبيرة لماتياس سببت ذلًا لفريدريك، لكن الأمور انعكست إبان وفاته المفاجئة عام 1490.

## الصراع
تخاصم ماتياس وفريدريك الثالث، بعد تنصيب الأول ملكًا للمجر عام 1458 إبان الوفاة المبكرة لقريب فريدريك في هابسبورغ الملك لاديسلاوس اليتيم. في ذلك الوقت، كان فريدريك يحمل تاج المجر المقدس، وكان مرشحًا لأن يصبح ملكًا مجريًا. تزوج ماتياس من كاثرين (1449-1464) ابنة ملك بوهيميا جورج بوديبراد عام 1461م وتلقى الدعم منه، وتمكن في النهاية من الفوز. حسم المنافسان خلافاتهما عام 1463 بتوقيع معاهدة السلام وينر نويشتاد التي اعترف فيها فريدريك بملك المجر وأعاد التاج المقدس إلى ماتياس مقابل فدية ضخمة.
بموافقة البابا بولس الثاني، غزا ماتياس مورافيا عام 1468، محرضًا على الحرب البوهيمية-المجرية مع حليفه السابق جورج بوديبراد، بحجة حماية الكاثوليكية ضد حركة الهوسيين، لكنه في الحقيقة أراد خلع الملك جورج عن عرشه. رحب النبلاء الألمان بماتياس في سيليزيا ولوساتيا، وكذلك التشيكيين الكاثوليك في مورافيا، واستحوذ على هذه الأراضي لنفسه، وفي عام 1469 أعلن نفسه ملكًا بوهيميًا في أولوموتس. لم يتمكن ماتياس من الاستيلاء على العاصمة براغ قط، واستمرت حربه مع خليفة الملك جورج، الأمير البولندي فلاديسلاف الثاني، حتى اعترف بمكاسب ماتياس في معاهدة برنو عام 1478.
ساعد الإمبراطور فريدريك، الذي كان عالقًا في ذلك الوقت في منافسة فرنسا-هابسبورغ على خلافة دوقية بورغونيا مع الملك لويس الحادي عشر ملك فرنسا، ماتياس في البداية ضد الهوسيين في الحرب البوهيمية. مع ذلك، كانت مساهمته ضئيلة جدًا، وسرعان ما قلب الدور وشكل تحالفًا مع خليفة بوديبراد فلاديسلاف الثاني. غضب ماتياس من ذلك وتذكر الإهانات السابقة، وشرع في الضغط من أجل السلام مع فلاديسلاف، وغزا أراضي فريدريك النمساوية.

## المعارك
بعد إبرام اتفاق سلام مع الملك فلاديسلاف الثاني عام 1478، استطاع ماتياس التركيز على حملته النمساوية ضد فريدريك، من أبرز المعارك في الحرب النمساوية المجرية:
- حصار هاينبورغ
- معركة ليتزرسدورف
- حصار فيينا (1485)
- حصار ريتز
- حصار وينر نيوشتات

فشل الإمبراطور فريدريك في الحصول على مساعدة من الأمراء الناخبين، والولايات الامبراطورية. في عام 1483 اضطر إلى مغادرة مسكنه في هوفبورغ في فيينا وهرب إلى وينر نيوشتات، حيث حاصرته قوات ماتياس لمدة 18 شهرًا حتى استولت على القلعة عام 1487. فر فريدرك المذلول إلى غراتس، ثم إلى لينتس في النمسا العليا.
كانت عائلة هابسبورغ ضعيفة نسبيًا من ناحية الشؤون العسكرية، وكان لديهم موارد محدودة للتعامل مع الجيش الأسود المجري، وهو قوة من المرتزقة، احتل أغلب أراضي النمسا السفلى. بعد احتلال فيينا ومدن أخرى، انتهت الحرب بهدنة عام 1488، على الرغم من قبول عائلة هابسبورغ للسلام على مضض. في عام 1490، أدت وفاة ماتياس غير المتوقعة إلى عكس الأمور، وكان ابنه جون أصغر من أن ينجح ويأخذ الحكم، كما كان النبلاء المجريين أنانيين للغاية لحماية النظام الملكي.

## ما بعد الحادثة
بعد وفاة ماتياس كورفينوس إثر سكتة دماغية في 6 أبريل 1490، تمكن فريدريك من استعادة الأراضي النمساوية. بيد أنه لم يستطع فرض خلافة هابسبورغ على العرش المجري، وفي عام 1491، وقع ابنه الملك ماكسيمليان الأول على سلام بريسبيرغ مع فلاديسلاوس جاغيلون، الذي انتخب خليفةً لماتياس في المجر. رتبت المعاهدة لعودة فتوحات ماتياس، والاتفاق على أن ماكسيميليان سوف يخلف فلاديسلاوس إذا لم يكن له أي وريث.